# Concejo Municipal (Israel)

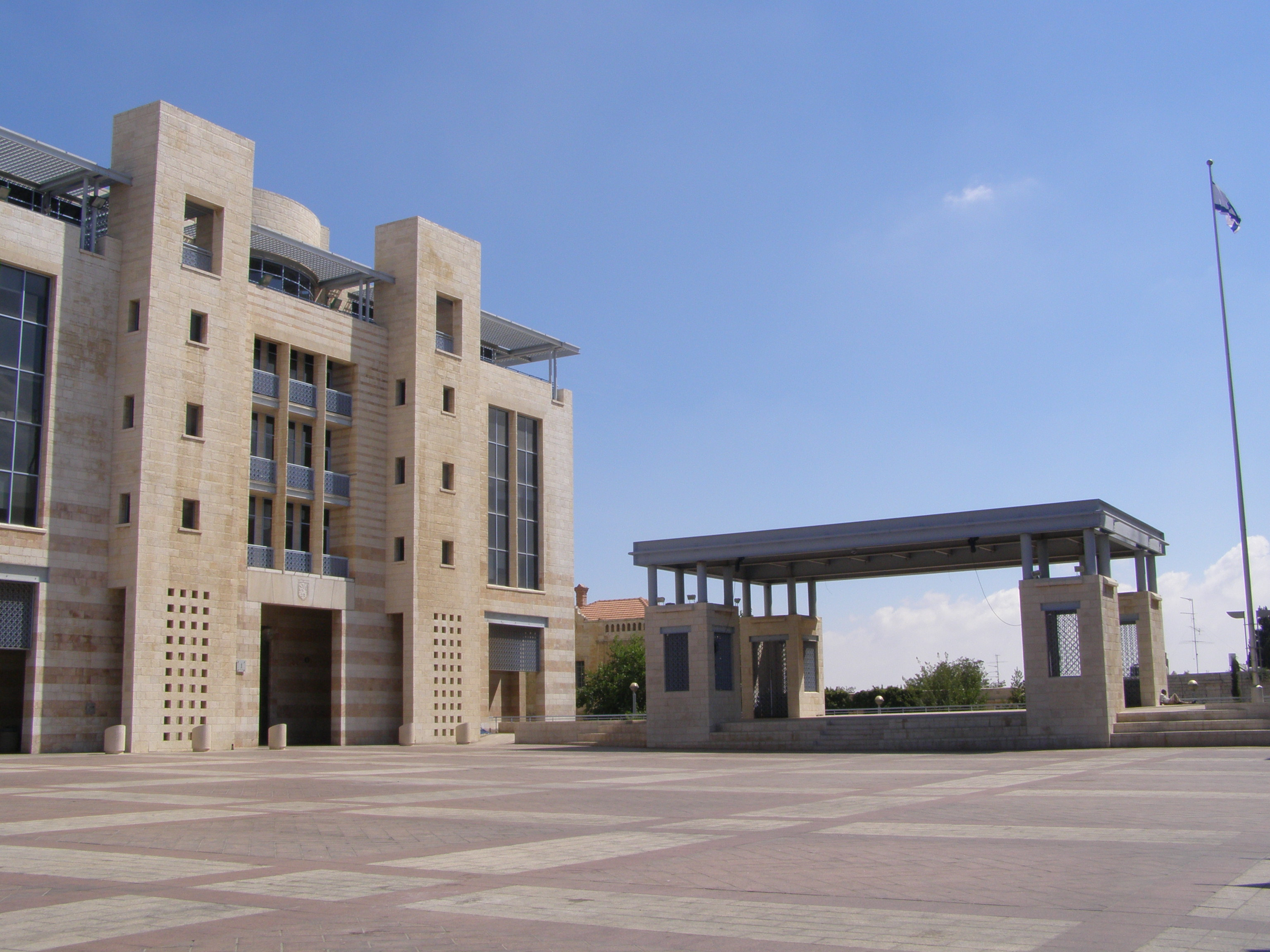
Jerusalén, plaza Safra, ayuntamiento

Un Concejo Municipal (hebreo: עירייה, Iriya) es la designación oficial de una ciudad dentro del sistema de gobierno de Israel. El estatus de concejo municipal se puede conceder a través del ministro del interior a un municipio, generalmente a un concejo local, que su población sobrepasa los 20.000 habitantes y que su carácter sea urbano, definido, teniendo áreas divididas en zonas para la utilización del territorio como áreas residenciales, comerciales, e industriales.